# Xã Valley, Quận Miami, Kansas
Xã Valley (tiếng Anh: Valley Township) là một xã thuộc quận Miami, tiểu bang Kansas, Hoa Kỳ. Năm 2010, dân số của xã này là 1.401 người.